# 久下村 (兵庫県)
久下村（くげむら）は、兵庫県氷上郡にあった村。現在の丹波市山南町の東部、谷川駅の周辺にあたる。

## 地理
- 河川：篠山川、山田川、石戸川

## 歴史
- 1889年（明治22年）4月1日 - 町村制の施行により、大河村・南島村・谷川村・池谷村・奥野々村・玉巻村・北島村・岡本村・金屋村・山崎村および岩屋村の飛地の区域をもって発足。
- 1955年（昭和30年）7月21日 - 上久下村・小川村と合併して山南町が発足。同日久下村廃止。

## 村長
- 中川幸太郎：1893年5月 - 1903年8月

## 交通

### 鉄道路線
- 日本国有鉄道
  - 福知山線：谷川駅
  - 加古川線：久下村駅 - 谷川駅